# عدن الزوم (بعدان)

تعديل مصدري - تعديل

عدن الزوم محلة تابعة لقرية السناحي، التابعة لعزلة بني عواض بمديرية بعدان إحدى مديريات محافظة إب في الجمهورية اليمنية، بلغ تعداد سكانها 204 حسب تعداد اليمن لعام 2004.